# Uncieburia rogersi
Uncieburia rogersi là một loài bọ cánh cứng trong họ Cerambycidae.